# 사이트맵스
사이트맵스(Sitemaps) 프로토콜은 웹마스터가 크롤링 통해 이용 가능한 웹사이트 상의 URL에 관해 검색 엔진에 정보를 제공할 수 있게 하는 프로토콜이다. 사이트맵은 사이트에 대한 URL을 나열해놓은 XML 파일이다. 웹마스터가 개별 URL의 추가 정보를 포함할 수 있게 한다: 마지막으로 업데이트될 때 얼마나 자주 변경되는지, 다른 사이트 URL과의 연관성이 얼마나 중요한지에 관한 정보. 이를 통해 검색 엔진은 사이트를 더 효율적으로 크롤링할 수 있고 사이트 내용의 나머지 부분으로부터 분리가 가능한 URL을 찾아낼 수 있다. 사이트맵스 프로토콜은 URL 포함 프로토콜이며 URL 제외 프로토콜인 robots.txt를 보완한다.

## 역사
구글은 2005년 6월 사이트맵스 0.84를 선보였으며 웹 개발자들은 자신들의 사이트의 링크들을 게시할 수 있었다. 구글, 야후!, 마이크로소프트는 2006년 11월 사이트맵스 프로토콜의 공동 지원을 발표하였다. 스키마 버전은 사이트맵 0.90으로 변경되었으나 기타 변경사항은 없었다.
2007년 4월, Ask.com과 IBM은 사이트맵스의 지원을 발표하였다. 구글, 야후, MSN은 robots.txt를 통한 사이트맵의 자동 감지를 발표하였다. 2007년 5월, 미국의 애리조나구, 캘리포니아주, 유타주, 버지니아주 정부는 자체 웹사이트에서 사이트맵스를 이용할 것이라 발표하였다.
사이트맵스 프로토콜은 크롤러 친화 웹 서버의 개념에 기반을 두며 robots.txt을 통한 자동 감지, 페이지 변화의 주기와 우선순위 지정 기능을 포함한 개선이 포함되었다.

## 파일 포맷
하나의 URL만을 포함하며 선택적 태그를 모두 사용한 샘플 사이트맵은 아래와 같다.
```
<?xml version="1.0" encoding="utf-8"?>

<urlset
 
xmlns=
"http://www.sitemaps.org/schemas/sitemap/0.9"

   
xmlns:xsi=
"http://www.w3.org/2001/XMLSchema-instance"

   
xsi:schemaLocation=
"http://www.sitemaps.org/schemas/sitemap/0.9 http://www.sitemaps.org/schemas/sitemap/0.9/sitemap.xsd"
>

    
<url>

        
<loc>
http://example.com/
</loc>

        
<lastmod>
2006-11-18
</lastmod>

        
<changefreq>
daily
</changefreq>

        
<priority>
0.8
</priority>

    
</url>

</urlset>

```

## 같이 보기
- 메타데이터